# 김대중 (축구 선수)
김대중(한국 한자: 金大中, 1992년 10월 13일 ~ )은 대한민국의 축구 선수로 현재 K리그2의 천안 시티에서 수비수 겸 공격수로 뛰고 있다.

## 축구인 경력

### 선수 경력
홍익대학교 재학 시절 2011년 U리그 우승을 이끈바 있는 김대중은 2014년 자유선발로 인천 유나이티드에 입단했지만, 출전기회를 잡고자 시즌 중반 대전 시티즌으로 임대이적하였다.
당시 대전 구단은 당시 사장이였던 김세환 사장이 선수 선발 과정에서 외부의 압력과 입김을 철저히 배제하기 위한 철저한 검증 과정인 선수선발위원회를 발족한 상황이였고, 김대중은 이러한 선수선발위원회가 뽑은 최초의 선수였다.
대전에서는 나름 주전으로 뛰었으며, 대전의 2014년 K리그 챌린지 우승에 기여하였다.
시즌 종료 후 인천으로 복귀한 김대중은 광주 FC와의 2015년 K리그 클래식 개막전을 통해 인천 소속으로 첫 출전했으나, 자책골을 기록하는 치명적인 실수를 범하였으며, 곧이은 수원 삼성 블루윙즈와의 리그 2라운드 경기에서 결정적인 실수를 범하며 실점의 빌미를 제공하였다.
하지만 전북 현대 모터스와의 리그 3라운드에서는 활약했고, 경기 MVP와 리그 3라운드 베스트일레븐에 선정되었다.

## 플레이 스타일
김대중 센터백임에도 2017시즌부터는 인천에서 스트라이커로도 기용될 정도로 활용가치가 높은 선수이지만, 잦은 포지션 변화로 인해 어떠한 포지션 하나에 잘 녹아들지 못하는 경향이 있다고 평가받기도 한다.
일단 김대중은 피지컬이 좋은맏큼 제공권이 좋으며, 전반적인 테크닉이 좋고 발이 빠르며 수비수로서 수비진에서부터 과감한 오버래핑을 바탕으로한 빌드업 능력이 좋지만 수비수치고는 상당히 집중력과 수비력이 부족하며 그로인해 수비 시 실수가 잦다는 치명적인 단점을 가지고 있다.
스트라이커로서의 김대중의 경우 피지컬을 활용한 제공권을 최대한 활용하는 스타일의 공격을 선보이며, 이를 토대로 준수한 연계 플레이를 선보인며, 발기술도 어느정도 좋고 기습적인 원터치 패스가 매우 위협적이지만 개인 돌파 시도가 거의 없고 퍼스트 터치가 다소 불안정한 것이 단점이다.

## 수상

### 클럽

#### 대전 시티즌
- K리그 챌린지
  - 우승 1회 : 2014